# Andres Anvelt
Andres Anvelt (ur. 30 września 1969 w Tallinnie) – estoński policjant i polityk, działacz Partii Socjaldemokratycznej, poseł do Riigikogu, minister sprawiedliwości (2014–2015) oraz spraw wewnętrznych (2016–2018).

## Życiorys
Po ukończeniu nauki w szkole średniej został absolwentem szkoły milicyjnej w Tallinnie. Uzyskał licencjat z prawa na Uniwersytecie w Tartu oraz magisterium z administracji na Uniwersytecie Technicznym w Tallinnie. Służył w estońskiej policji, w latach 2001–2003 kierował centralnym wydziałem kryminalnym. Był następnie dyrektorem kolegium policyjnego i specjalnym doradcą dowódcy sił obronnych.
W 2011 z listy Partii Socjaldemokratycznej został wybrany na posła XII kadencji. W powołanym 26 marca 2014 rządzie Taaviego Rõivasa objął urząd ministra sprawiedliwości, na okres do 7 kwietnia 2014 powierzono mu również pełnienie obowiązków ministra rolnictwa.
W 2015 uzyskał reelekcję na kolejną kadencję parlamentu, nie został natomiast nominowany do nowego gabinetu. 23 listopada 2016 mianowany ministrem spraw wewnętrznych w rządzie Jüriego Ratasa. Zakończył urzędowanie 26 listopada 2018, dymisję złożył ze względów zdrowotnych.

## Odznaczenia
- Srebrny Krzyż Orderu Krzyża Orła (2003)[7]